# Castillo de Santa Ana (Castro-Urdiales)

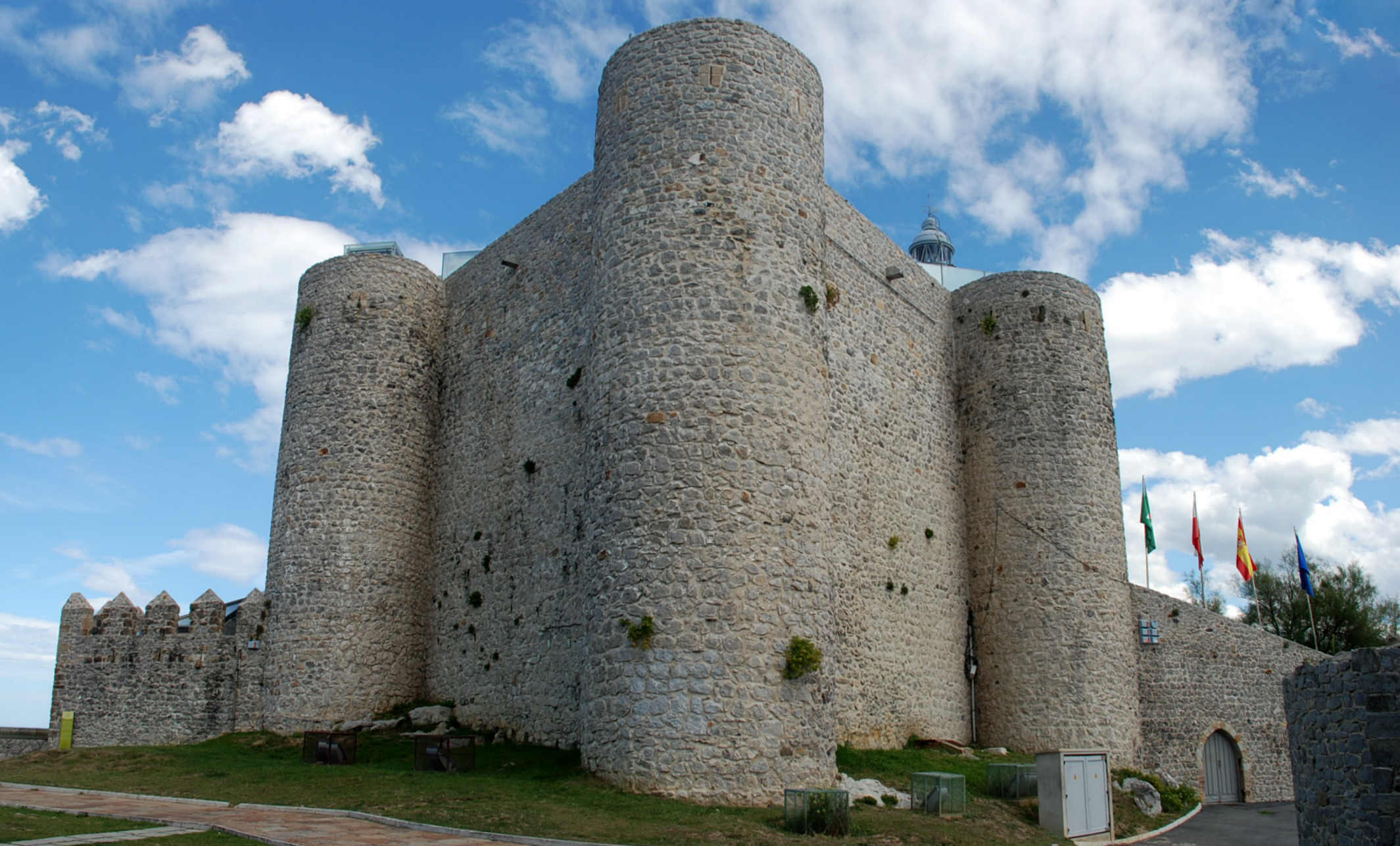
Vista del castillo desde la plaza de acceso desde la Iglesia de Santa María de la Asunción.

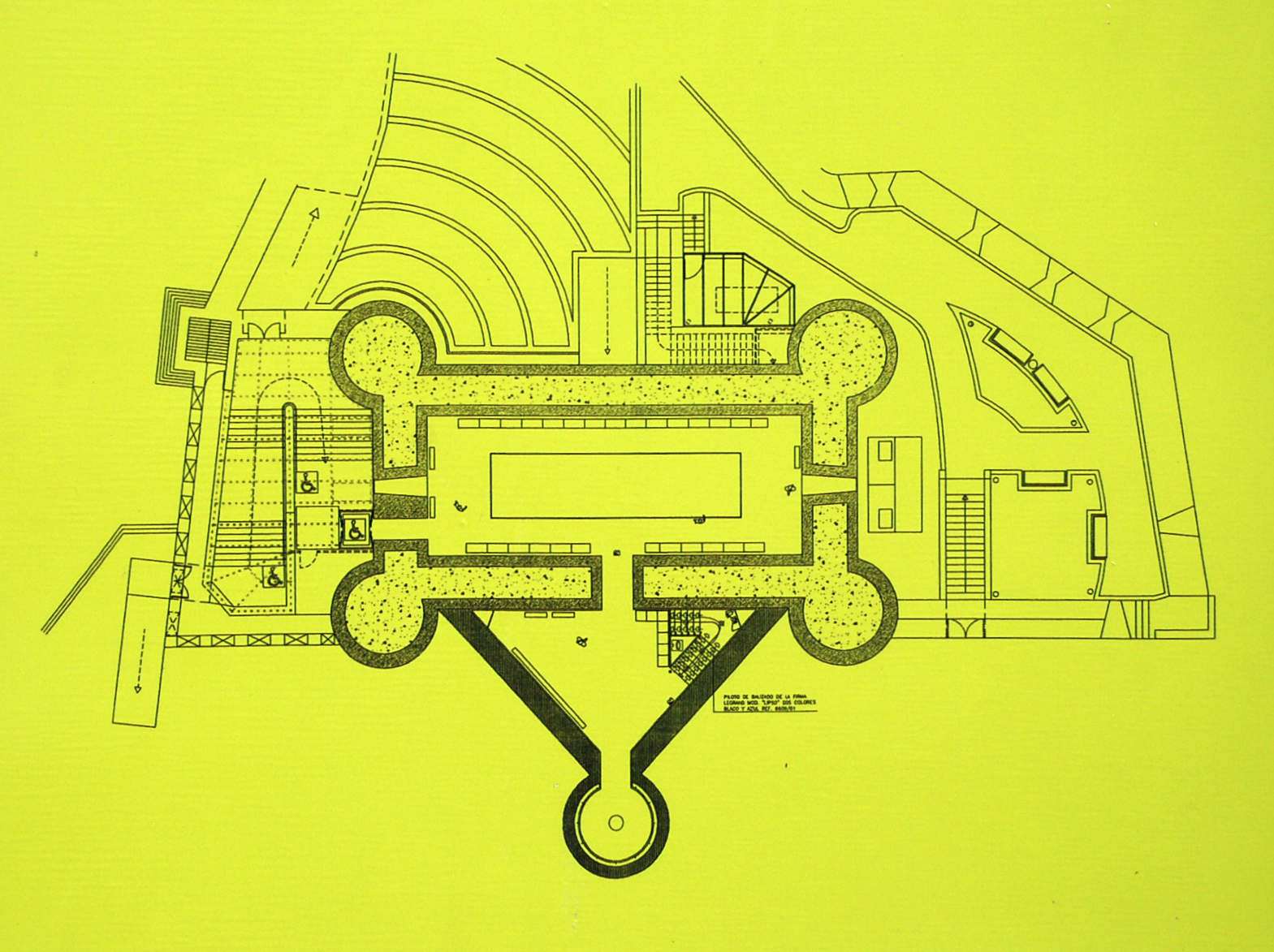
Planta del castillo de Santa Ana.

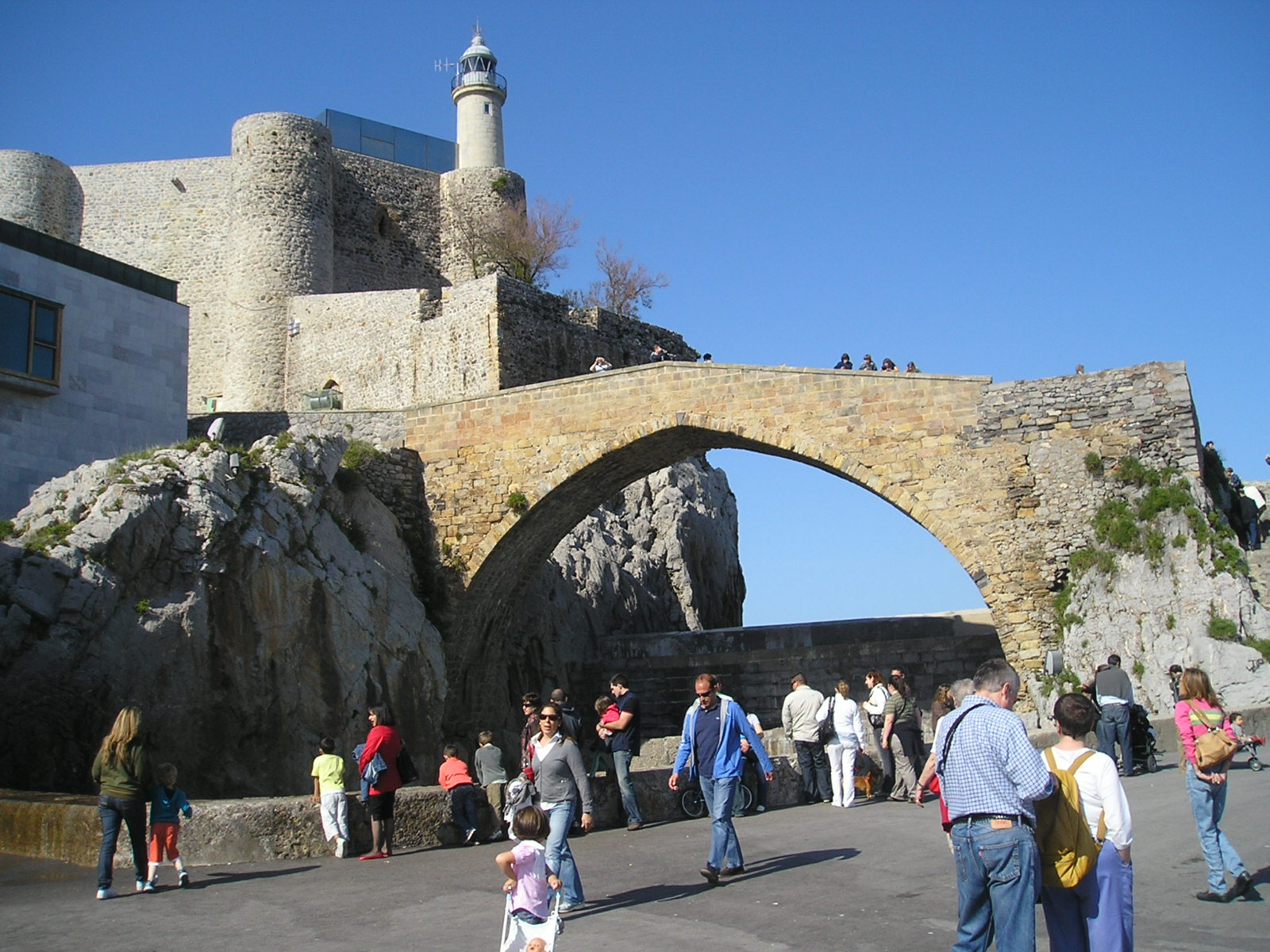
Vista del castillo.

El castillo de Santa Ana, también  citado en ocasiones como castillo-faro de Santa Ana, es una fortaleza situada sobre un promontorio rocoso en Castro-Urdiales, en una península donde también está la iglesia fortificada Sta. Mª de la Asunción (siglo XIII), las ruinas de otra iglesia anterior (la de San Pedro, del siglo XII), y la ermita de Santa Ana, construida a modo de atalaya, unida al castillo mediante un puente. El conjunto posee muy buenas vistas al mar, al puerto y al pueblo. Dentro del recinto se construyó un faro en 1853, cuya maquinaria ocupó la capilla. Se trata de uno de los castillos mejor conservados del norte de España.
Es de planta pentagonal con torreones cilíndricos esquineros de 15 metros de altura, que protegen un recinto rectangular de 22,75 x 12,35 metros; dentro de este, a su vez, hay un salón de 17 x 7 m cubierto por una bóveda de cañón. Uno de los cilindros es en realidad la cubrición de un espacio triangular que avanza desde el rectángulo interior hacia la villa, mientras que los otros cuatro actúan de contrafuertes de la bóveda del espacio habitable. Otra defensa, almenada y más baja, es visible en la parte del faro. Carece por completo de huecos, de modo que la defensa sólo podía hacerse desde las torres. La fábrica es de piedras ciclópeas tomadas con cal. El castillo, así como la ciudadela, estuvo protegido por una muralla de entre 6 y 7 metros de altura, que conserva un pequeño lienzo muy deteriorado con las almenas y merlones originales.
El acceso se sitúa por el lado del mar, a través de una pequeña puerta.

## Historia
No se sabe a ciencia cierta cuándo se fundó el castillo, especulándose que el principio de las obras pudo coincidir con la fundación de la villa; no obstante, la carta de fundación no nos ha llegado. Probablemente existiese una estructura defensiva incluso antes.
El edificio actual comenzó su construcción en el siglo XII, sufriendo diversas modificaciones y adiciones y abandonándose en el siglo XVI.
Durante una restauración en el siglo XX se demolió la vivienda del farero, edificada dentro del recinto. Junto con toda la Puebla Vieja de Castro-Urdiales, fue declarado conjunto histórico-artístico en 1978.